# こまポン
こまポンは、徳島県小松島市のマスコットキャラクターである。

## 概要
江戸時代に阿波国で起こった伝説の阿波狸合戦の金長タヌキをモチーフに、源義経をイメージした武具を着用しているタヌキである。
こまポンの愛称は、2012年（平成24年）5月に小松島市内の小学校の6年生から募集し選ばれ、同年6月17日に誕生した。
また小松島市では、国土交通省小松島港湾・空港整備事務所で1998年（平成10年）4月より「こまぽん」という同名のマスコットキャラクターが既に存在している。

## 沿革
- 2012年（平成24年）6月17日 - こまポンが誕生[2]。